# Conacul familiei Cantacuzino din Poiana
Conacul familiei Cantacuzino este un monument de arhitectură de importanță națională din satul Poiana, raionul Edineț. Data construcției nu este cunoscută. Se presupune că a fost concepută în stil neogotic, cu decorațiuni des întâlnite în Europa de est. Împrrejurul conacului a fost înființat un parc natural, inclus în lista ariilor protejate din Republica Moldova, cunoscut ca parcul din Hincăuți.
În spațiul românesc, familia de boieri Cantacuzino au fost printre cei mai înstăriți și cu o istorie bogată. Din spusele localnicilor, după Cantacuzino, conacul a fost proprietatea unui oarecare conte german Scheider sau Schleder.
În perioada postbelică, complexul de clădiri cu parc a servit ca orfelinat, azil de bătrâni, casă de odihnă și sanatoriu pentru bolnavii de tuberculoză. Conacul a fost loc de filmări pentru unele scene din filmul Lăutarii.
În prezent, monumentul se află în stare de degradare avansată; unii pereți ai clădiri principale sunt ruinați. Este în proprietate privată, la balanța Universității Pedagogice „Ion Creangă” din Chișinău.

## Galerie de imagini

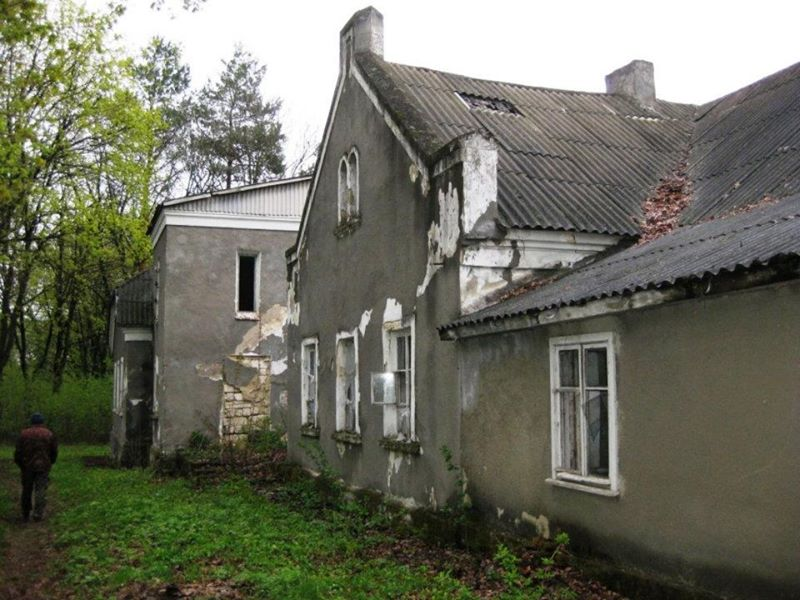
Curtea Conacului familiei Cantacuzino din Poiana
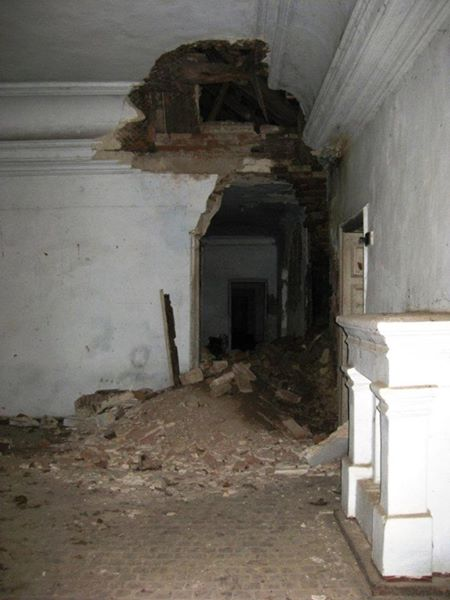
Interiorul conacului familiei Cantacuzino

## Vezi și
- Lista conacelor din Republica Moldova